# Siderópolis
Siderópolis, fino al 1943 Nova Belluno, è un comune del Brasile nello Stato di Santa Catarina, parte della mesoregione del Sul Catarinense e della microregione di Criciúma.
È composto per la maggior parte da emigranti italiani giunti a cavallo tra la fine dell'800 e i primi del '900 quasi tutti di origine bellunese, la città è gemellata con Forno di Zoldo in provincia di Belluno.